# Grand Prix automobile de Pescara 1937
Le Grand Prix automobile de Pescara 1937 ou XIII° Coppa Acerbo est un Grand Prix qui s'est tenu sur le circuit de Pescara le 15 août 1937.

## Grille de départ
| 1re ligne | Pos. 3                          |                     | Pos. 2                               |                                         | Pos. 1                           |
|           | Stuck Auto Union 10 min 59 s    |                     | Caracciola Mercedes-Benz 10 min 56 s |                                         | Rosemeyer Auto Union 10 min 32 s |
| 2e ligne  |                                 | Pos. 5              |                                      | Pos. 4                                  |                                  |
|           |                                 | Fagioli Auto Union  |                                      | Von Brauchitsch Auto Union 11 min 5 s 0 |                                  |
| 3e ligne  | Pos. 8                          |                     | Pos. 7                               |                                         | Pos. 6                           |
|           | Nuvolari Alfa Romeo 11 min 25 s |                     | Sommer Alfa Romeo                    |                                         | Müller Auto Union                |
| 4e ligne  |                                 | Pos. 10             |                                      | Pos. 9                                  |                                  |
|           |                                 | Belmondo Alfa Romeo |                                      | Rüesch Alfa Romeo                       |                                  |

## Classement de la course
| Pos. | no | Pilote                           | Écurie              | Châssis            | Tours | Temps/Abandon      | Grille |
| ---- | -- | -------------------------------- | ------------------- | ------------------ | ----- | ------------------ | ------ |
| 1    | 10 | Bernd Rosemeyer                  | Auto Union AG       | Auto Union Type C  | 16    | 2 h 55 min 39 s 05 | 1      |
| 2    | 14 | Manfred von Brauchitsch          | Daimler-Benz AG     | Mercedes-Benz W125 | 16    | + 1 min 41 s 85    | 4      |
| 3    | 22 | Hermann Paul Müller              | Auto Union          | Auto Union Type C  | 16    | + 6 min 10 s 81    | 6      |
| 4    | 20 | Luigi Fagioli                    | Auto Union AG       | Auto Union Type C  | 15    | + 1 tour           | 5      |
| 5    | 8  | Rudolf Caracciola Richard Seaman | Daimler-Benz AG     | Mercedes-Benz W125 | 15    | + 1 tour           | 2      |
| 6    | 18 | Vittorio Belmondo                | Graf Salvi del Pero | Alfa Romeo 8C-35   | 13    | + 3 tours          | 10     |
| Abd. | 24 | Raymond Sommer                   | Scuderia Ferrari    | Alfa Romeo 8C-35   | 8     |                    | 7      |
| Abd. | 4  | Hans Stuck                       | Auto Union AG       | Auto Union Type C  | 7     | Moteur             | 3      |
| Abd. | 6  | Hans Rüesch                      | Privé               | Alfa Romeo 8C-35   | 6     | Accident           | 9      |
| Abd. | 16 | Tazio Nuvolari Giuseppe Farina   | Alfa Corse          | Alfa Romeo 12C-37  | 6     |                    | 8      |
| Np.  | 12 | Giuseppe Farina                  | Alfa Corse          | Alfa Romeo 12C-37  |       | Problème mécanique |        |
| Np.  | 12 | Dick Seaman                      | Daimler-Benz AG     | Mercedes-Benz W125 |       | Pilote de réserve  |        |

- Légende: Abd.=Abandon - Np.=Non partant.

## Pole position et record du tour
- Pole position :  Bernd Rosemeyer (Auto Union) en 10 min 32 s 0.
- Meilleur tour en course :  Bernd Rosemeyer (Auto Union) en 10 min 36 s 0 au dixième tour.